# Nablus
Nablus (Arabisch: نابلس Nāblus of Nābulus, Hebreeuws: שכם Sjechem) is een Palestijnse stad op de Westelijke Jordaanoever ten zuiden van Jenin. Het is de hoofdstad van het gouvernement Nablus, en het economische en culturele centrum ervan. De stad werd door de Romeinen in het jaar 72 gesticht onder de Griekse naam Neapolis, ongeveer twee kilometer ten oosten van waar de Kanaänitische plaats Sichem lag, die in datzelfde jaar door de Romeinen verwoest werd.
Nablus kent een grote oude stad met vele historische huizen en badhuizen, waaronder het badhuis der Samaritanen. Deze joodse minderheid, altijd woonachtig geweest in Nablus, woont nu in de stad en op de heuvels van de berg Gerizim ten noorden van Nablus.
In 2016 had Nablus ongeveer 153.000 inwoners. De agglomeratie heeft, mede door de vele nieuwbouw in het naastgelegen Al Juneid en Beit Wazan, ruim 200.000 inwoners.
Nablus heeft een gemengde Samaritaanse, christelijke en islamitische bevolking. Er staan twee kerken, twaalf moskeeën en een Samaritaanse synagoge.
In Nablus staat de grootste universiteit van Palestina, de Nationale universiteit An-Najah, opgericht in 1977, en de Palestijnse aandelenbeurs.
De stad is een modern economisch en commercieel centrum met restaurants en een groot winkelcentrum. Nablus staat bekend om zijn kanafeh, een zoete kaasdelicatesse.
Sinds de tiende eeuw wordt in Nablus olijfoliezeep geproduceerd. Begin 19e eeuw waren er 30 bloeiende zeepfabrieken.

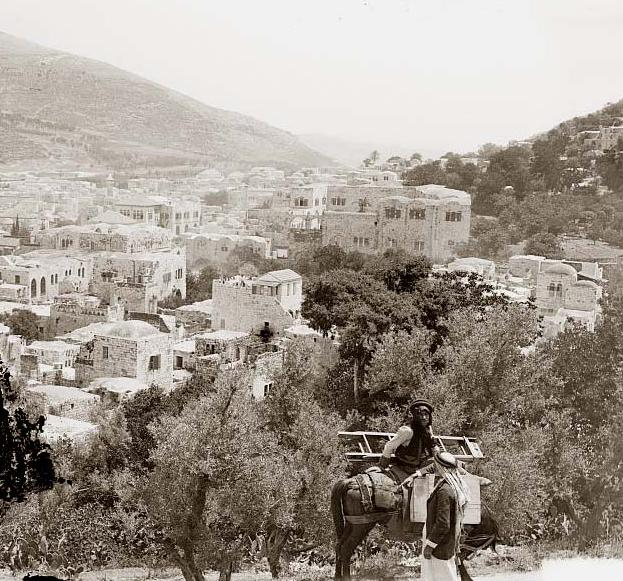
Nablus in 1898

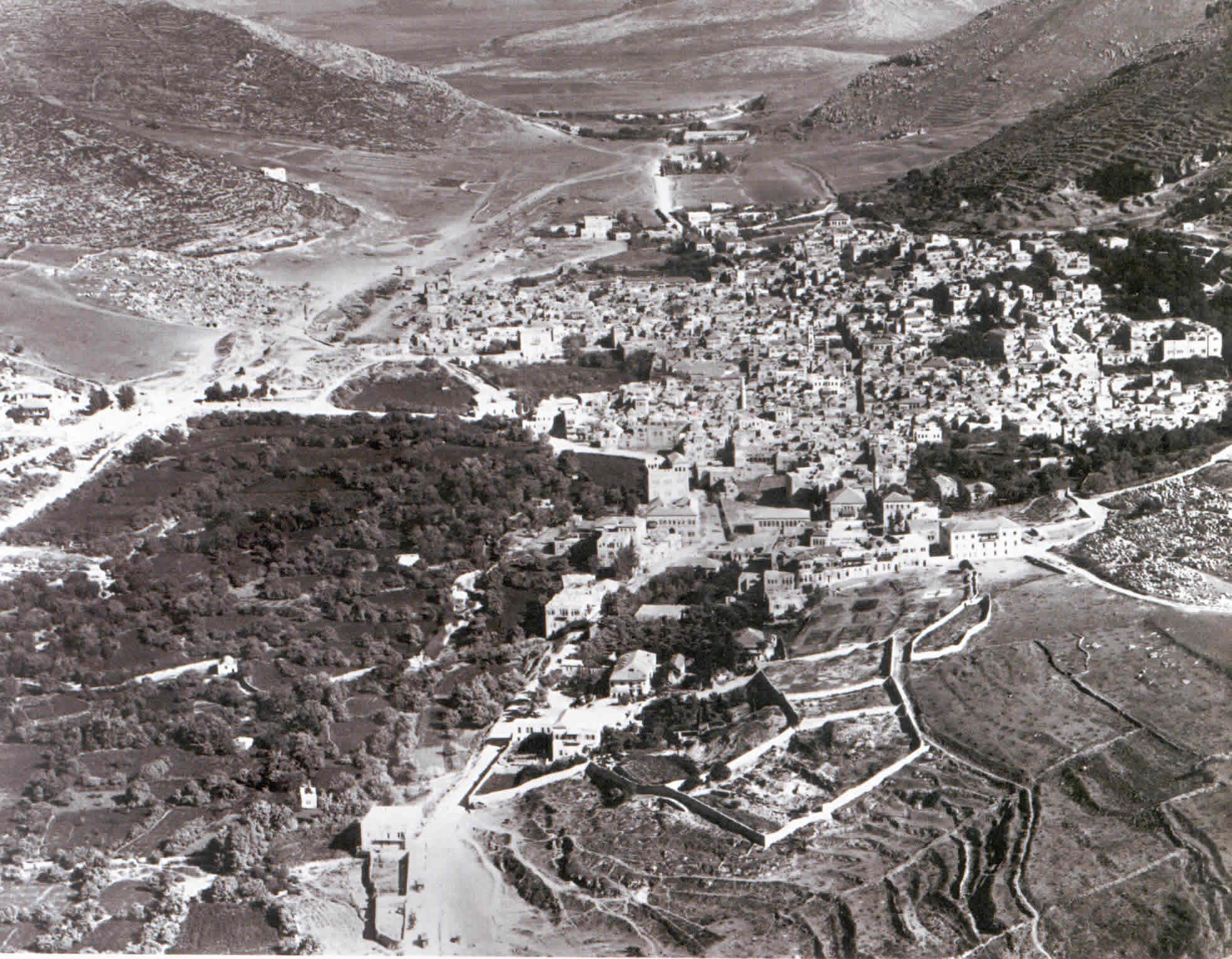
Nablus in 1918

## Geschiedenis

### Romeinse periode
Flavia Neapolis ("nieuwe stad van Flavius") werd gesticht in 72 door de Romeinse keizer Vespasianus, op het Samaritaanse dorp Mabartha ("de passage"). De nieuwe stad, gelegen tussen de berg Ebal en Gerizim, lag twee kilometer ten westen van de Bijbelse stad Sichem, die werd verwoest door de Romeinen in datzelfde jaar tijdens de eerste Joods-Romeinse oorlog. Vanwege de strategische geografische ligging en de overvloed aan water uit nabijgelegen bronnen, floreerde Neapolis.
Nablus werd gebouwd volgens een Romeins schaakbordpatroon, voor zover de heuvelachtige topografie van het terrein dat mogelijk maakte. Er vestigden zich veteranen uit zegevierende legioenen, en kolonisten van buiten. Vanwege de strategische geografische ligging en de overvloed aan water uit nabijgelegen bronnen floreerde Neapolis.
Er zijn munten gevonden in Nablus die dateren uit deze periode. Ze vertonen Romeinse militaire emblemen, en goden en godinnen van het Griekse pantheon, zoals Zeus, Artemis, Serapis en Asklepios. Neapolis werd op dat moment volledig heidens. Justinus de Martelaar, die met de Griekse filosofie in contact kwam en zich later tot het christendom bekeerde, werd daar rond het jaar 100 geboren.
In de 2e eeuw bouwde keizer Hadrianus een groot theater in Neapolis dat zou kunnen plaats bieden aan maximaal zevenduizend mensen.
Tot de burgeroorlog in 198/199 tussen Septimius Severus en Pescennius Niger was Neapolis een bloeiende stad. Omdat de stad de kant koos van de verslagen Pescennius Niger, ontnam Severus de stad tijdelijk haar wettelijke privileges, en gaf deze aan het nabijgelegen Sebastia.
In 244 transformeerde Philippus I Arabs Flavius Neapolis in een Romeinse kolonie genaamd Julia Neapolis. De stad behield deze status totdat het in 251 onder het bestuur van Trebonianus Gallus kwam.

### Samaritaanse Opstand
Conflicten tussen de christelijke bevolking van Neapolis ontstaan in 451. Tegen die tijd was Neapolis samen met de rest van Palestina (toen een deel van Syrië) en Syrië zelf onder het bewind van het Byzantijnse Rijk. De spanningen waren een gevolg van monofysitische christelijke pogingen om te voorkomen dat de patriarch van Jeruzalem, Juvenal zou terugkeren naar zijn bisschoppelijke zetel in Neapolis.
Het conflict groeide echter niet uit tot een burgeroorlog. Toen de spanningen tussen de christenen van Neapolis afnamen, groeiden de spanningen tussen de christelijke gemeenschap en de Samaritanen dramatisch. In 484 werd de stad het toneel van een dodelijke ontmoeting tussen de twee groepen, uitgelokt door geruchten dat de christenen de relikwieën van Aärons zonen en kleinzonen Eleazar, Ithamar en Pinehas wilden verplaatsen.
Samaritanen drongen daarop de kathedraal van Neapolis binnen, doodden daar de christenen en hakten de vingers van bisschop Terebinthus af. Terebinthus vluchtte vervolgens naar Constantinopel, en verzocht om een garnizoen soldaten dat verdere aanvallen moest voorkomen. Als gevolg van de opstand richtte de Byzantijnse keizer Zeno een kerk op, gewijd aan Maria op de berg Gerizim. Hij verbood de Samaritanen naar de berg te reizen om hun religieuze ceremonies te vieren, en nam de synagoge op de berg in beslag. Deze beslissingen van de keizer wakkerden de woede van de Samaritanen tegen de christenen verder aan.
De Samaritanen kwamen opnieuw in opstand onder het bewind van keizer Anastasius I. Ze bezetten de berg Gerizim opnieuw, die later werd heroverd door de Byzantijnse gouverneur van Edessa, Procopius. Een derde Samaritaanse opstand die plaatsvond onder leiding van Julian Ben Saba in 529 was misschien wel de meest gewelddadige. De bisschop van Neapolis Ammonas werd vermoord en de priesters van de stad werden in stukken gehakt en verbrand samen met de relikwieën van de heiligen. De strijdkrachten van keizer Justinianus I werden gestuurd om de opstand te onderdrukken. Het leidde tot de slachting van het grootste deel van de Samaritaanse bevolking in de stad.

### Islamitische heerschappij en de kruisvaarders
De Arabieren veroverden Neapolis in 636, samen met het grootste deel van Palestina, onder Khalid ibn Walid, een generaal in het leger van de Rashidun van Omar ibn al-Chattab na de Slag bij de Jarmuk. De stad behield haar naam in het Arabisch: Nablus.
Nablus werd onder de dynastieën van de Omajjaden, Abbasiden en Fatimiden een belangrijk handelscentrum tijdens de eeuwen van islamitische heerschappij. In de stad woonde toen een gemêleerde bevolking van Arabieren, Perzen, moslims, Samaritanen, christenen en joden. De Arabische geograaf Al-Moeqaddasi beschreef Nablus in de 10e eeuw als een stad rijk aan olijfbomen, met een grote markt, een fijn geplaveide Grote Moskee, stenen huizen, een stroom die door het centrum van de stad vloeide, en opvallende molens. Hij merkte ook op dat de stad als bijnaam Klein Damascus had, want Nablus was in die tijd internationaal befaamd om zijn linnen.
Onder bevel van prins Tancred van Galilea werd Nablus in 1099 bezet door de kruisvaarders en omgedoopt tot Napels. Hoewel de Kruisvaarders voor hun troepen die onderweg waren naar Jeruzalem op grote schaal proviand opeisten van de bevolking, is de stad door hen niet geplunderd, vermoedelijk vanwege de aanwezigheid van een aanzienlijke christelijke bevolking. Nablus werd een deel van het kroondomein van het koninkrijk Jeruzalem. Naast de moslims, oosters-orthodoxe christenen en de Samaritaanse bevolking kwamen nu ook een aantal Kruisvaarders zich in Nablus vestigen, die afkwamen op de rijkdom van de stad. In 1120 kwamen de kruisvaarders bijeen in het Concilie van Nablus, en maakten toen de eerste geschreven wetten voor het koninkrijk.
Tijdens de tweede helft van de heerschappij van de kruisvaarders begonnen islamitische troepen de stad binnen te vallen om controle over de stad terug te krijgen. In 1137 vielen Arabische en Turkse troepen (die gestationeerd waren in Damascus) Nablus binnen, en doodden daar christenen. Daarbij werden ook de kerken van de stad platgebrand, maar de stad werd niet heroverd.
Koningin Melisende van Jeruzalem woonde in Nablus van 1150 tot 1161, nadat ze de macht over de stad kreeg toebedeeld om zo een geschil met haar zoon Amalrik I op te lossen. De Kruisvaarders richtten verscheidene christelijke instellingen in Nablus op, waaronder een kerk gewijd aan de passie en de verrijzenis van Jezus. In 1170 richtten zij ook een verpleeghuis op voor pelgrims.
Aan de heerschappij van de Kruisvaarders kwam in 1187 een einde, toen de Ajjoebiden onder Saladin de stad veroverden. Volgens een liturgisch manuscript in het Syrisch, vluchtten de Latijns-christenen de stad uit, maar de oorspronkelijke oosters-orthodoxe christelijke inwoners bleven. De Syrische geograaf Yaqut al-Hamawi (1179-1229) schreef over het Nablus onder Ajjoebidische heerschappij als een "gevierde stad in Filastin (Palestina) ... met uitgestrekte landerijen en een mooie omgeving". Hij noemt ook de omvangrijke Samaritaanse bevolking in de stad.
Na de herovering door de moslims werd de Grote Moskee van Nablus - die in de tijd van de kruisvaarders was omgedoopt tot kerk - als moskee hersteld. Maar tijdens een driedaagse rooftocht van de Tempeliers ging het gebedshuis in vlammen op. Er werden duizend mensen gedood en naar verluidt werden vrouwen en kinderen meegenomen en verkocht op de slavenmarkten in Akko. De Samaritaanse synagoge, die oorspronkelijk gebouwd werd in 362 door de hogepriester Akbon en later werd omgedoopt tot een kerk door de Kruisvaarders, kreeg als laatste bestemming een moskee, net als andere kerken uit de tijd van de Kruisvaarders.
Nablus viel in handen van de Mammelukken-dynastie in 1260. Tijdens dat bewind zijn tal van moskeeën en scholen gebouwd, bezat Nablus stromend water en vele Turkse baden en exporteerde het olijfolie en zeep naar Egypte, Syrië, de Hidjaz, diverse mediterrane eilanden en de Arabische woestijn.

### Sinds 1948
Na de stichting van de staat Israël in 1948 aan het eind van het Britse mandaat over Palestina brak de Arabisch-Israëlische Oorlog van 1948 uit. Israël veroverde en bezette daarbij een groot deel van Palestina en Transjordanië bezette de Westelijke Jordaanoever, waarbij de Groene Lijn de wapenstilstandsgrens werd. In 1949-1950 werden rond Nablus drie Palestijnsevluchtelingenkampen gevestigd.
In 1967, tijdens de Zesdaagse Oorlog, veroverde Israël de Westelijke Jordaanoever en bezette die vervolgens. In 1988 gaf Jordanië de aanspraken op de Westelijke Jordaanoever op ten gunste van de PLO voor een Palestijnse staat.
Op grond van de afspraken in de Oslo-akkoorden van 1993 lag Nablus in het zogenoemde A-gebied. Dat betekende dat de Palestijnse Autoriteit (PA) zowel de civiele als de militaire controle kreeg over het gebied, als voorbereiding op de onafhankelijke Palestijnse staat. Eind 1995 werd het bestuur van de stad door Israël overgedragen aan de Palestijnse Autoriteit. Israël hield evenwel controle over de in- en uitgangen naar de stad.

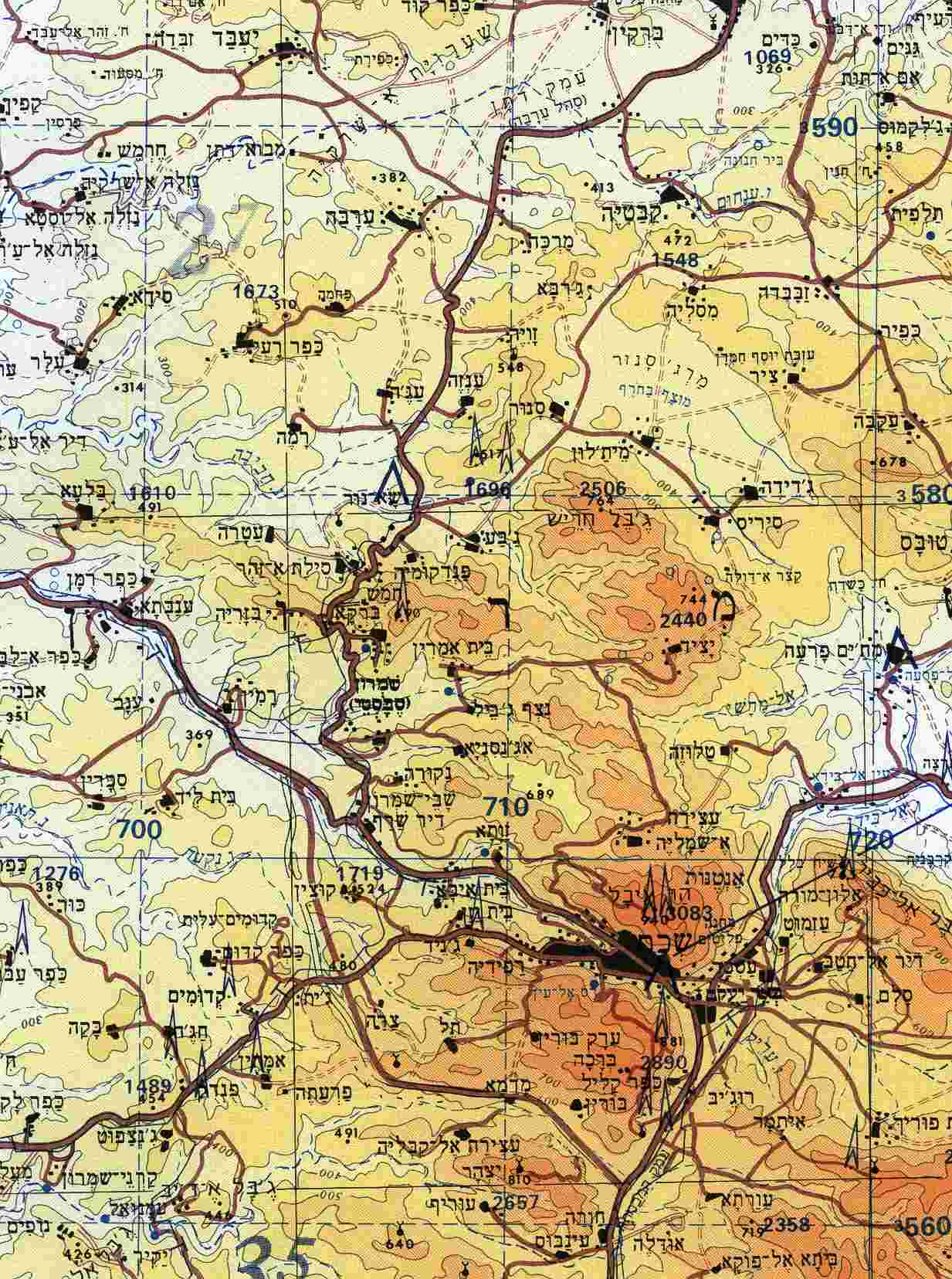
Deel van de topografische kaart van Nablus en omgeving, 2009

Sindsdien worden er Israëlische nederzettingen gesticht dan wel uitgebreid, bevolkt door Joodse kolonisten. De graftombe van Jozef bij Sichem wordt als heilige plaats beschouwd door de Joodse inwoners van Israël. Op 7 oktober 2000 werd deze door een Palestijnse menigte vernield. Het werd een symbool van de strijd om Palestina: Joodse pelgrims/kolonisten die de plek regelmatig "overnamen" versus Palestijnse demonstranten.
Tijdens de Tweede Intifada (tussen 2000 en 2005), werden vanuit Nablus regelmatig aanslagen gepleegd in Israël. Op 3 april 2002 viel het Israëlische defensieleger in het kader van Operatie Verdedigingsschild (Operation Defensive Shield) de stad binnen. Na gevechten bij de vluchtelingenkampen (bv. Balata) kwam de grote aanval op de Kasbah in het centrum. Beschietingen door helikopters van de Israëlische luchtmacht. Israëlische soldaten bevochten Palestijnse strijders, die zich in huizen hadden verschanst. Deze werden dol gemaakt omdat de Israëliërs overal leken te zijn. Die baanden zich wegen door de muren van huizen heen, daarbij graffiti sprayend als aanwijzing voor hun collega's. Op 8 april vroegen de Palestijnse milities om de overgave. Bij de gevechten kwamen 70 Palestijnse strijders en 8 burgers om. Een Israëliër kwam om door  "friendly fire". Door helikopterbeschietingen  werden o.a. de 18e-eeuwse Ottomaanse Karavanserai verwoest en twee zeepfabrieken. Het Abdelhade-paleis, de orthodoxe kerk en de al-Nasermoskee werden ernstig beschadigd.
Toen eind maart 2002 het Central Command van het Israëlisch leger de operatie voorbereidde hadden officieren uitdrukking gegeven aan hun frustratie dat Palestijnse guerrilla-leiders bij Israëlische aanvallen, bv op Balata (vluchtelingenkamp), hadden weten te ontkomen om daarna weer op te duiken. Commandant Aviv Kochavi stond erop dat vanaf nu doden van tegenstanders boven het maken van krijgsgevangenen zou gaan. We gaan de Kasbah in, doden en trekken terug. Hij stelde zich daarmee op dezelfde lijn als zijn meerderen: premier Ariël Sharon, chef-staf Shaul Mofaz en Avi Dichter en hun plaatsvervangers in mei 2001: De Palestijnen moeten een prijs betalen. Zij moeten elke ochtend wakker worden en ontdekken dat er weer 10 of 12 gedood zijn. Zonder dat ze weten hoe het in zijn werk ging.
In juni 2002 vroeg Yasser Arafat aan CIA-directeur George Tenet om druk uit te oefenen op Israël om te stoppen met de invallen in Palestijnse steden en vluchtelingenkampen.
In augustus 2003 pleegden twee daders uit Nablus zelfmoordaanslagen in Ariël (grote illegale (vlgs. I.R.) door Israëliërs gestichte kolonie midden op de Westelijke Jordaanoever) en Rosj Haäjin. Tevoren had Israël twee Hamas-activisten gedood.
Op 16 oktober 2015 werd de graftombe van Jozef opnieuw zwaar beschadigd, toen door tientallen Palestijnse jongeren molotovcocktails werden gegooid in de ruimte waar deze staat.

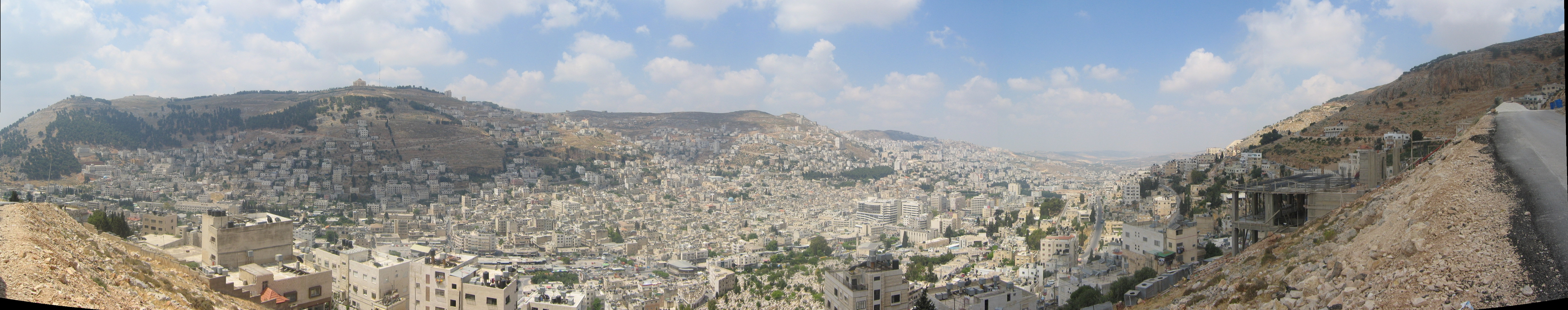
Panorama over Nablus, met aan de rechterkant de berg 'Ebal' met de rots "Sit Islamieh" en links de zuidelijk gelegen berg "Gerizim" met in de verte een militaire post van het IDF, 2005

## Geboren in Nablus

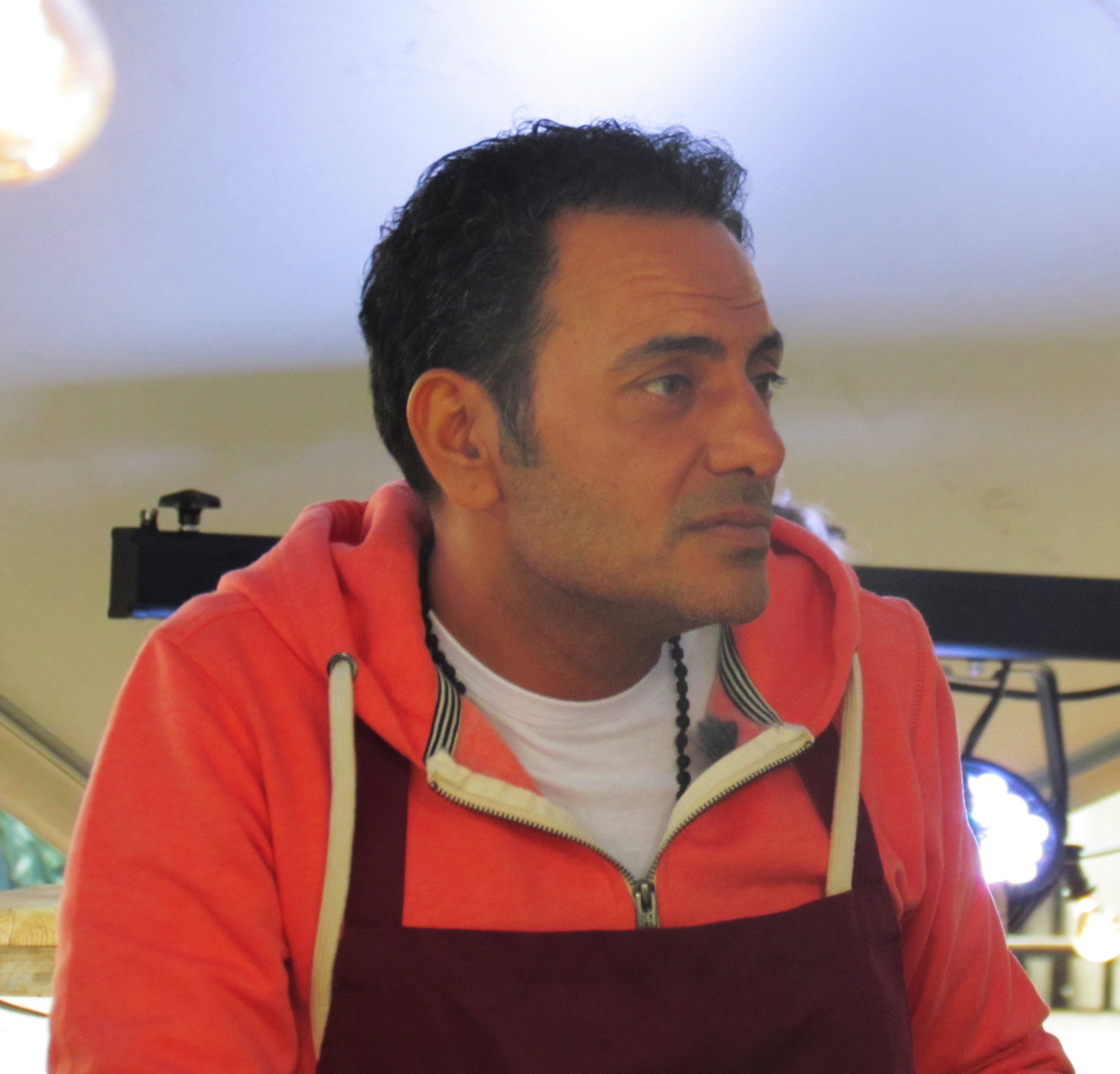
Kefah Allush,
geboren in 1969

### Samaritaanse hogepriesters
- Levi ben Abisha (1920-2001)
- Shalom ben Amram (1922-2004)
- Aaron ben Ab-Hisda ben Jacob (1927-2013)
- Aabed-El ben Asher ben Matzliach (1935)
- Elazar ben Tsedaka (1927-2010)

### Overige personen
- Justinus de Martelaar (ong. 100 - 165)
- Farouk Kaddoumi (1931-2024), Fatah-militant
- Abu Muhammed al-Maqdisi (1959), islamitisch geleerde
- Kefah Allush (1969), Nederlands presentator en mediaproducent
- Rafat Asad (1974), Palestijns schilder

## Foto's

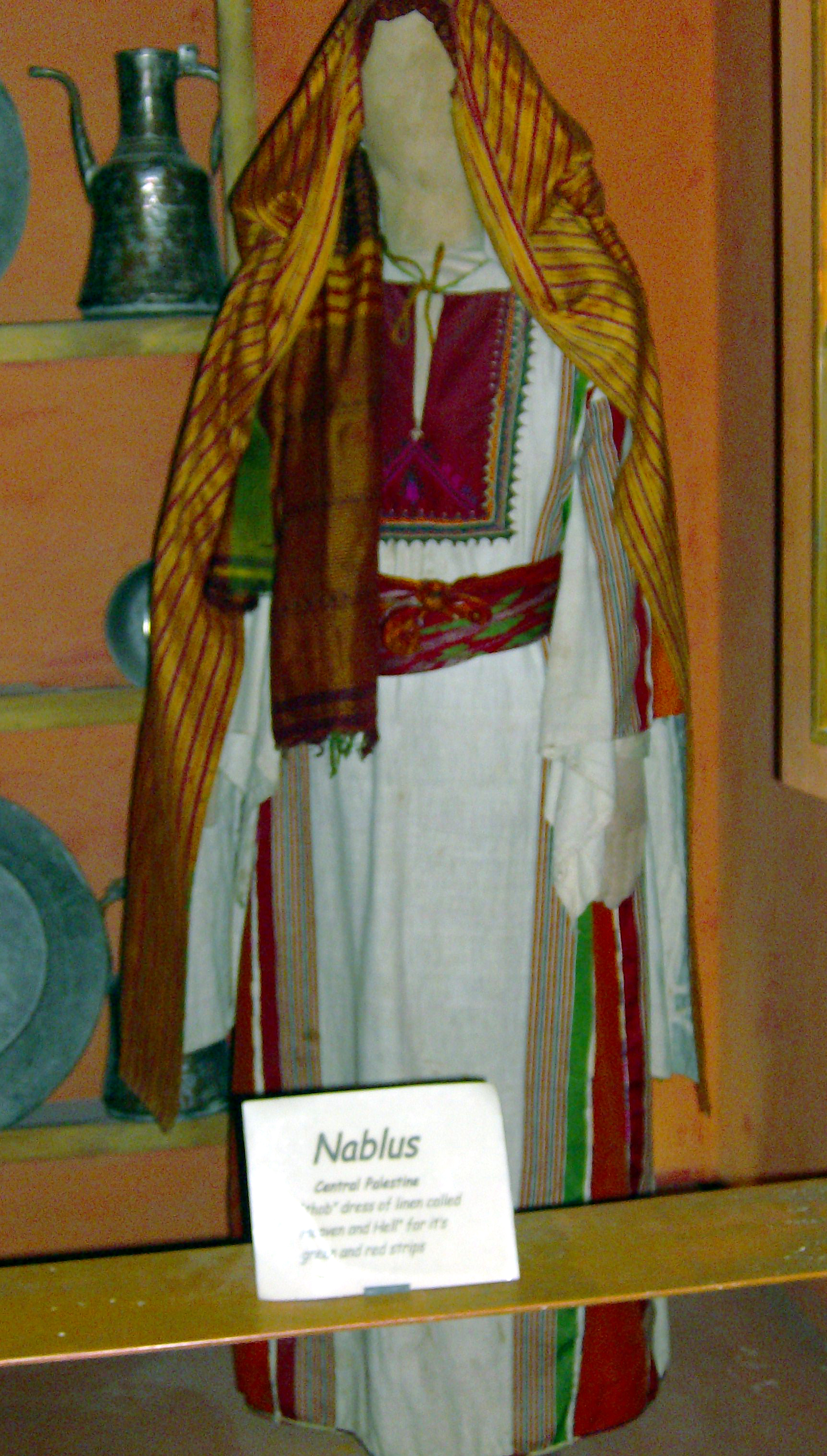
Traditionele kleding in Nablus
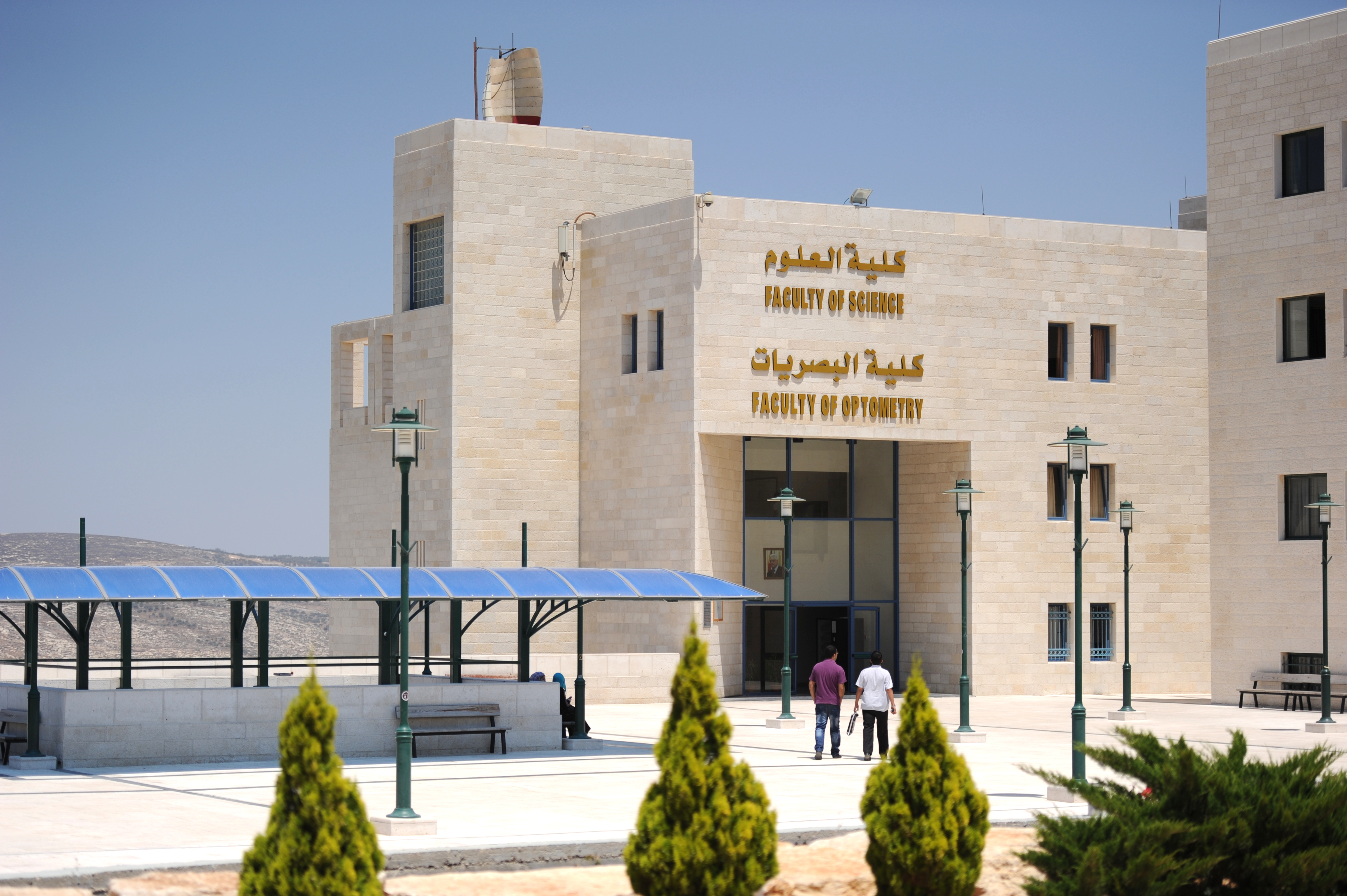
Nationale universiteit An-Najah in Nablus
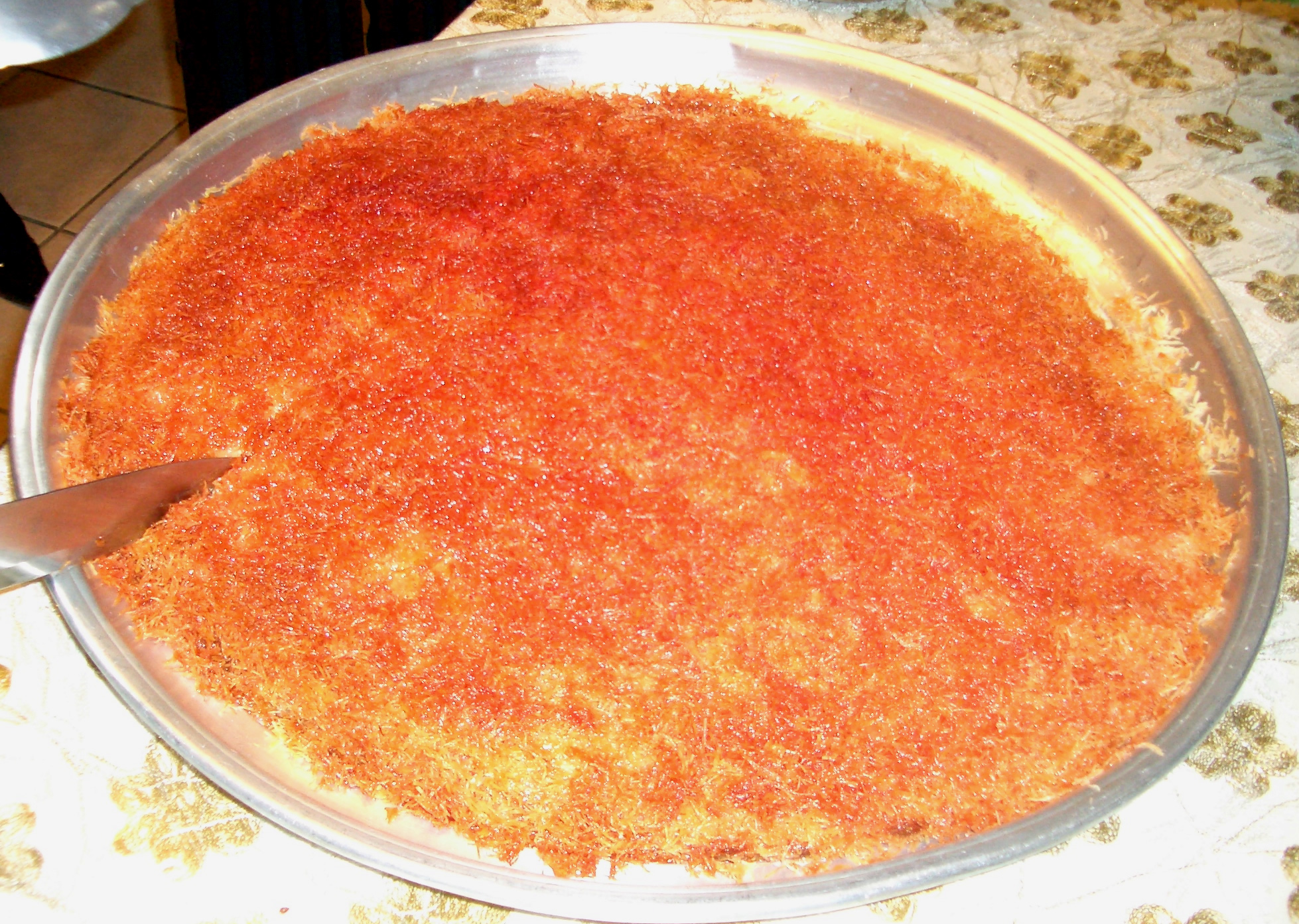
Een siniyyeh kanafeh
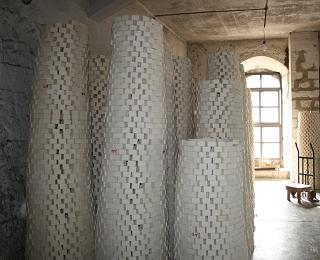
Zuilen met zeep in de Touqan fabriek in Nablus in 2008
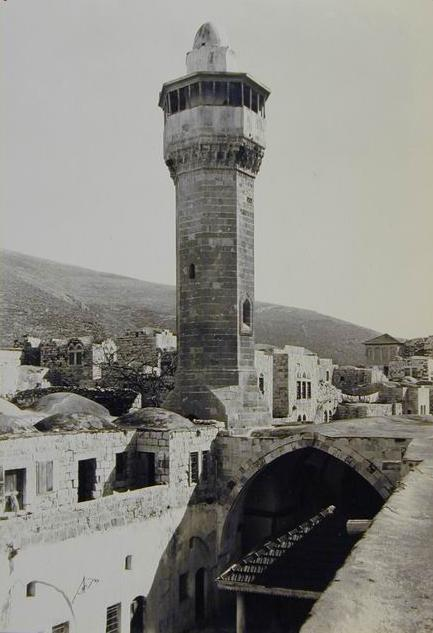
Minaret en ingang van de 10e-eeuwse Grote Moskee van Nablus (1908)
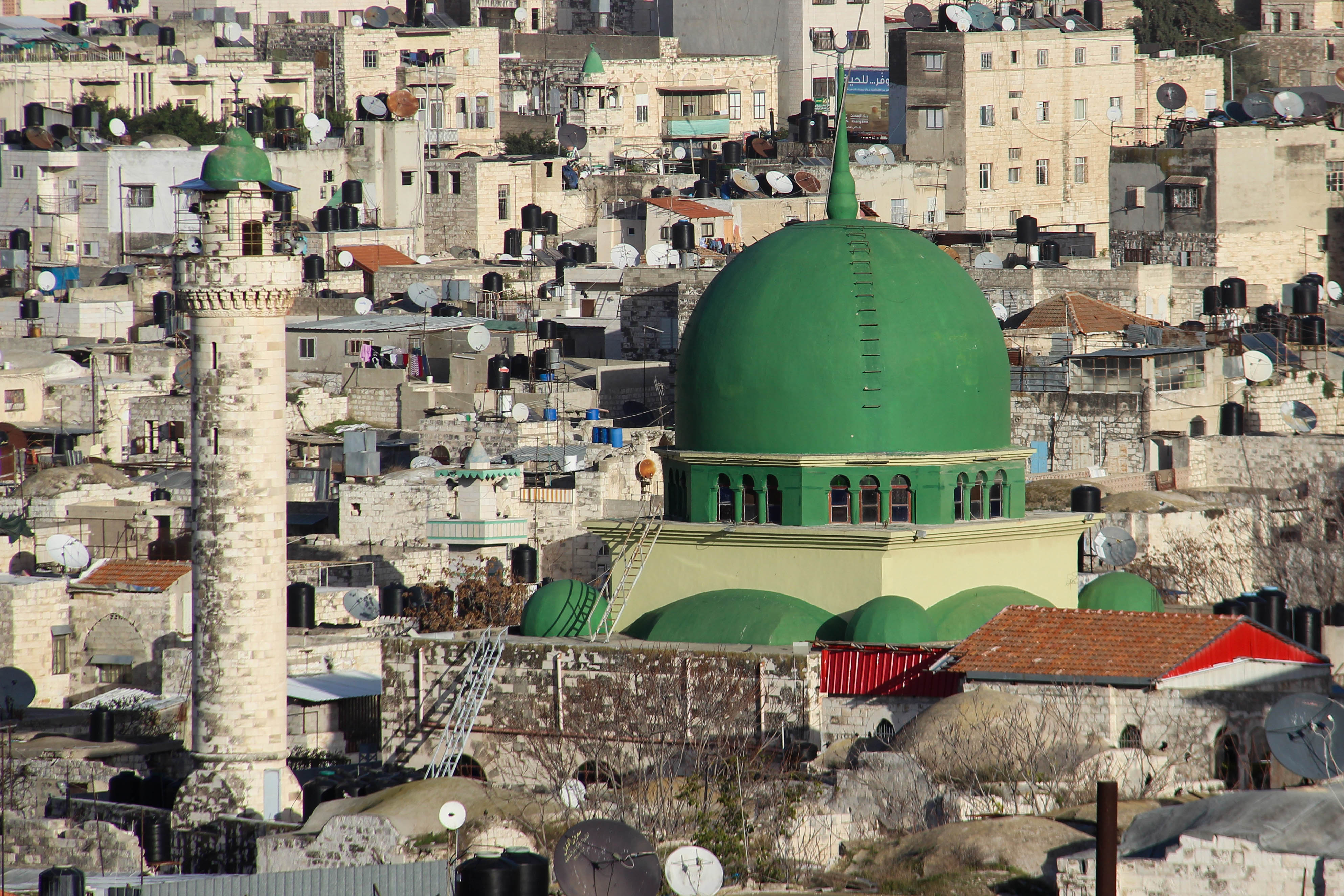
An-Nasr Moskee, Nablus (2014)
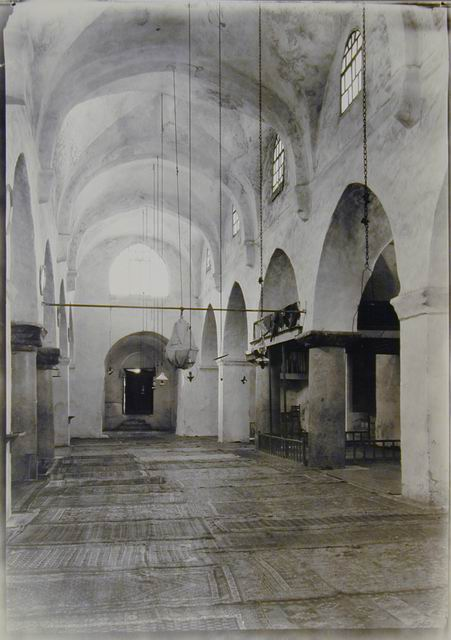
Interieur van de An-Nasr Moskee; in de 13e eeuw van een Kruisvaarderskerk weer in gebruik genomen als moskee.
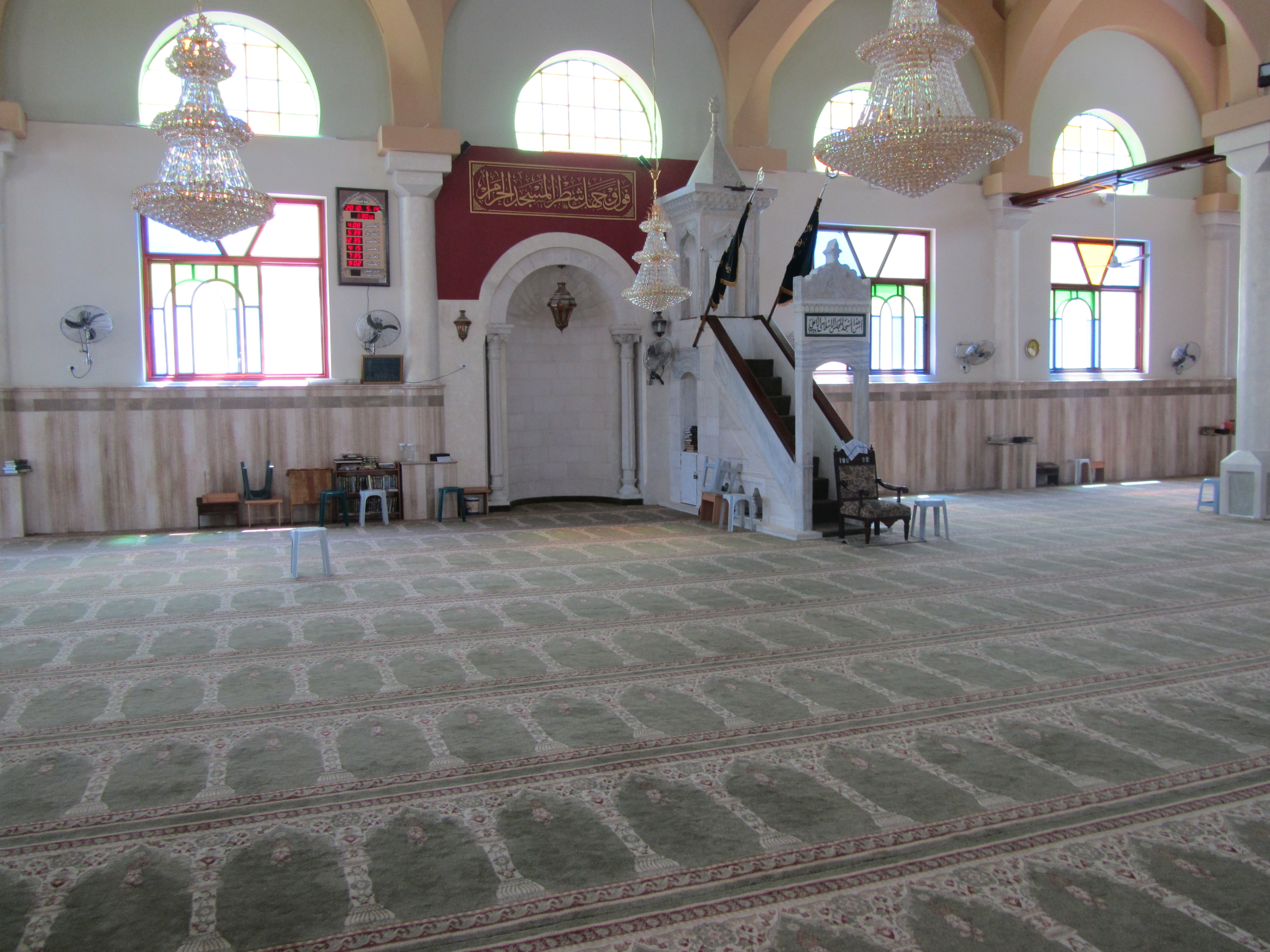
Interieur van de An-Nasr Moskee in 2010
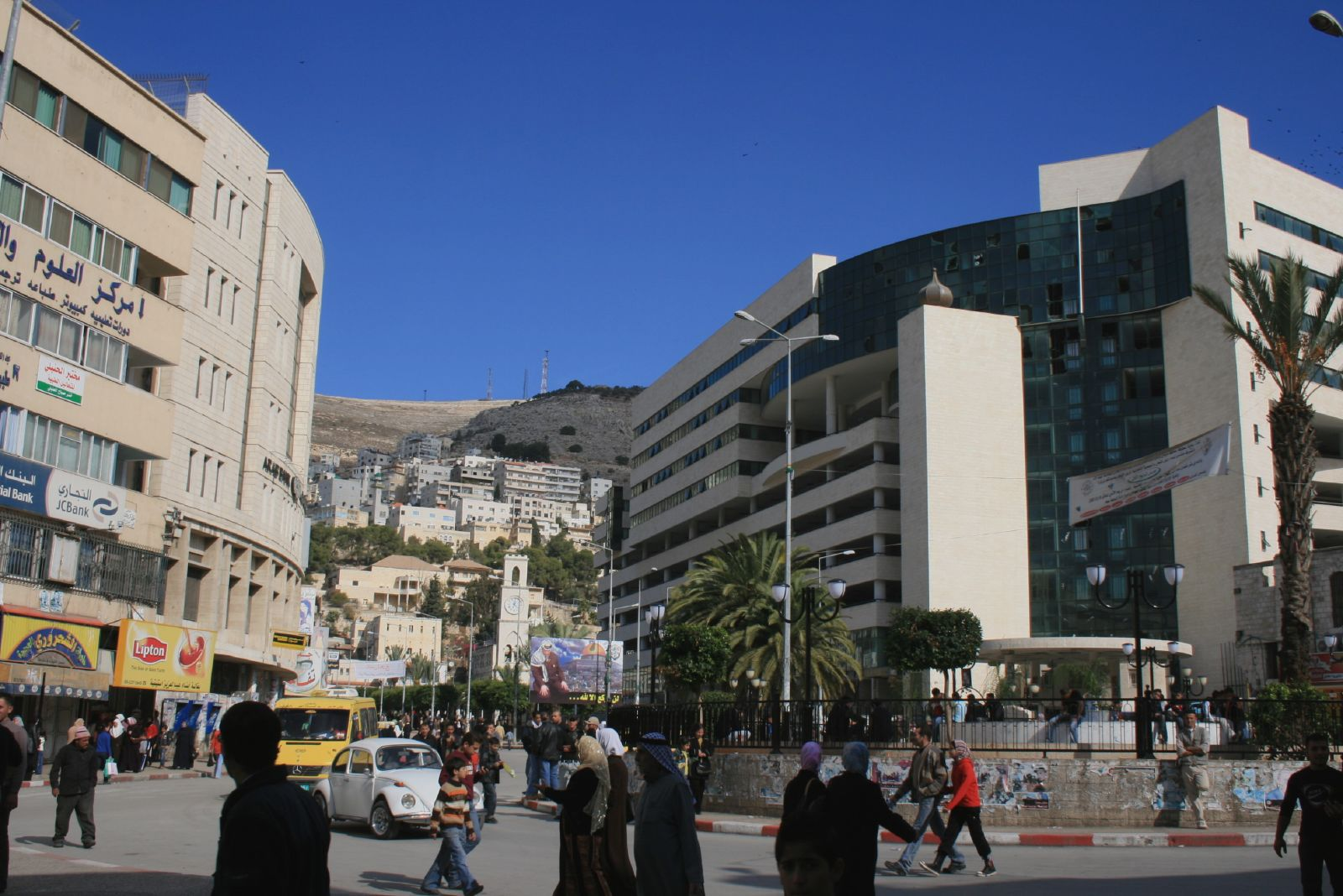
Martyrs Square in de beneden/binnenstad van Nablus, 2007
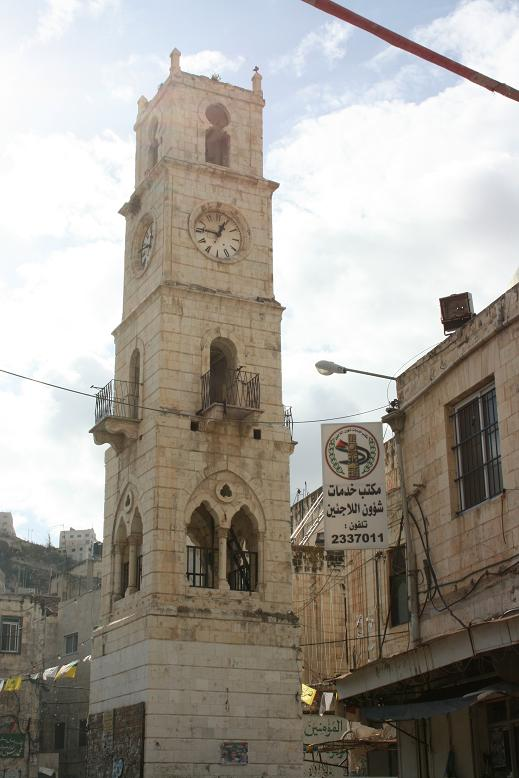
De Manara klokkentoren in de Oude Stad in 2008
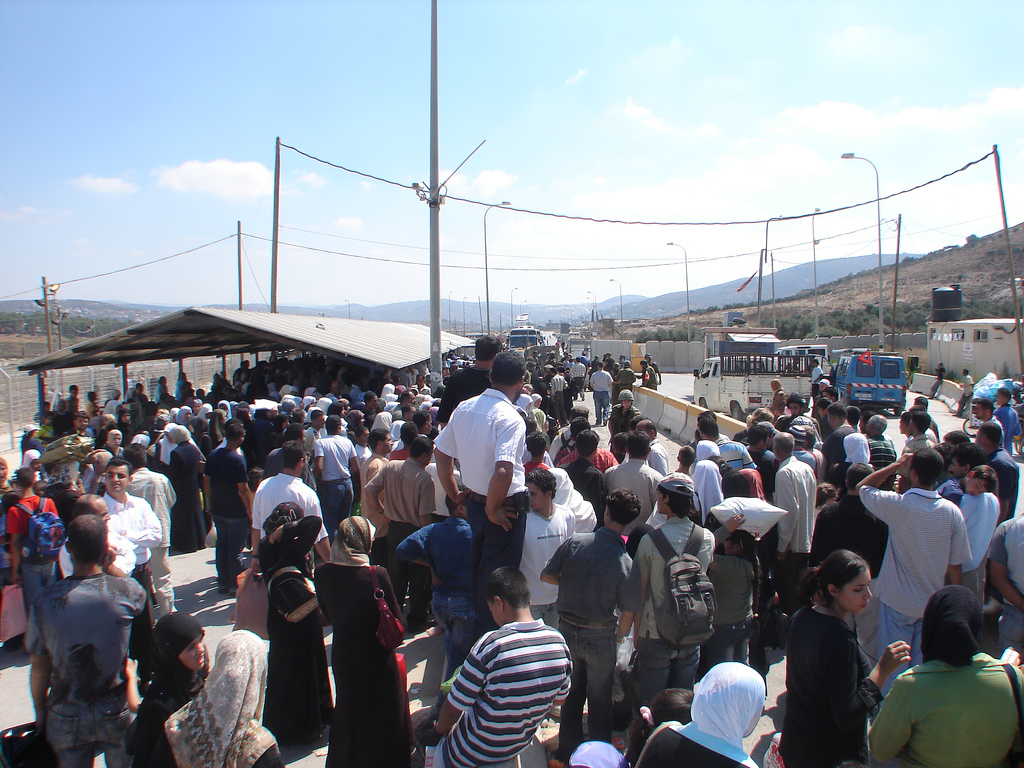
Het Huwwara-checkpoint met Palestijnen die naar het zuiden willen reizen (2006)
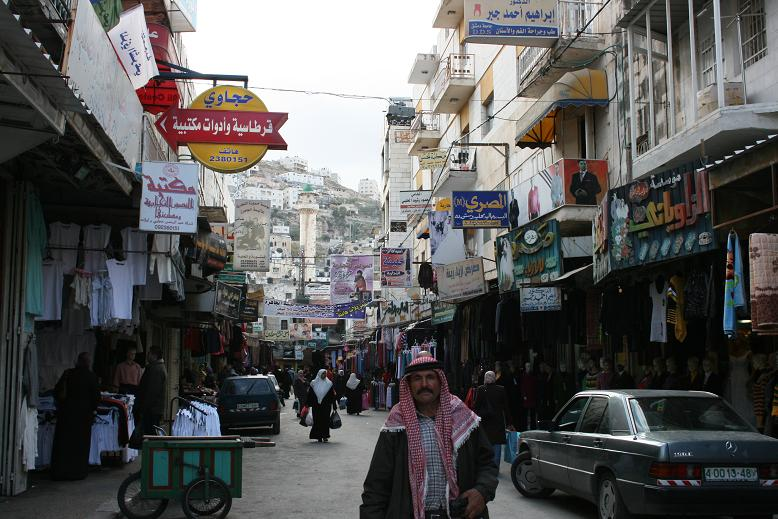
Een straat in Nablus richting de Oude Stad. Op de achtergrond de Minaret van de An-Nasr moskee (2008)
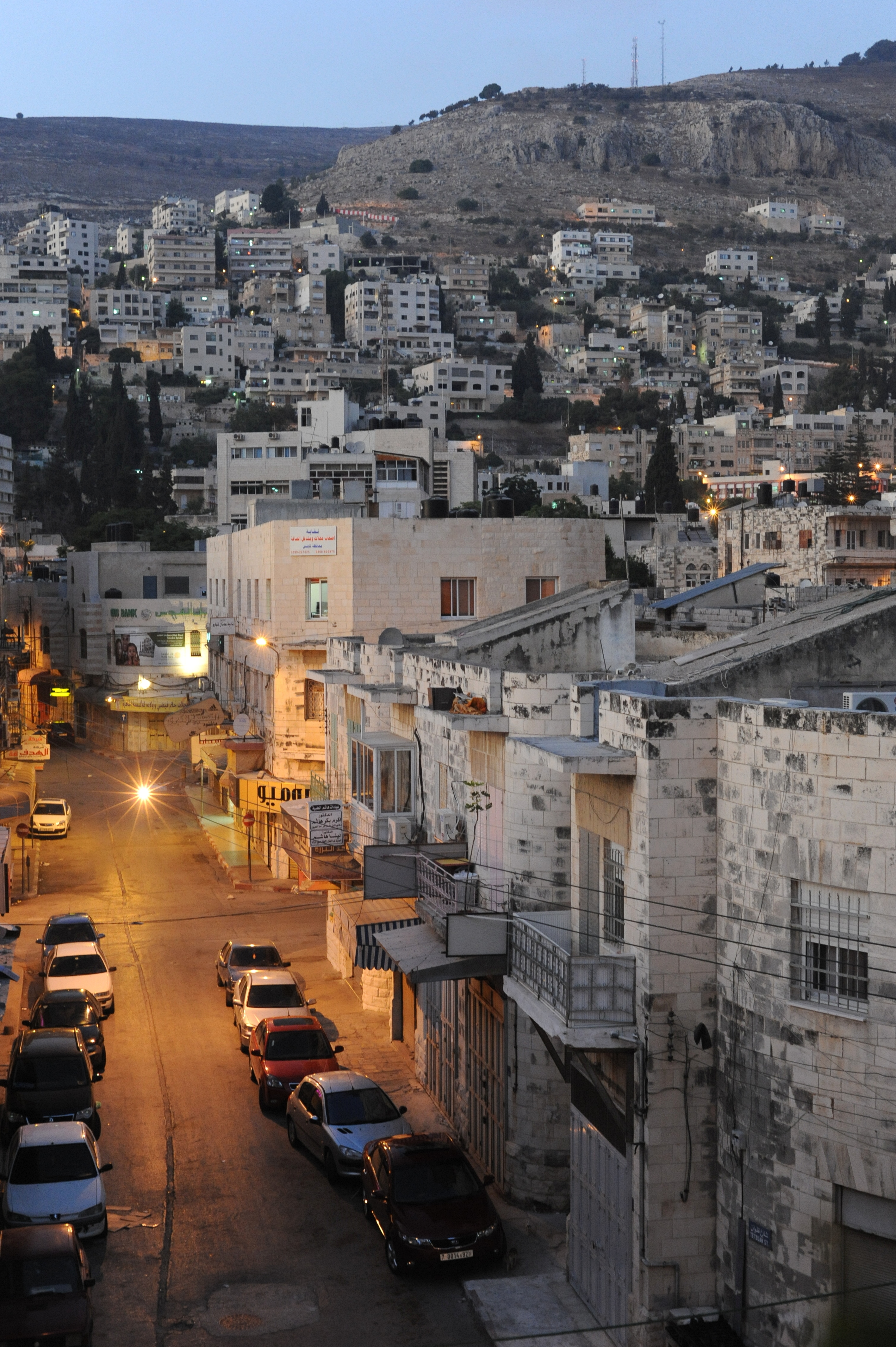
Avondschemering in Nablus 2011